# アロヨ・デ・ピエドラ
アロヨ・デ・ピエドラ(Arroyo de Piedra)はグアテマラ共和国ペテン県、ドス・ピラスから東北東に約2-3km、タマリンディートから西に3kmの場所に位置する、先コロンブス期のマヤ文明の遺跡である。アロヨ・デ・ピエドラの時代は古典期中頃に位置づけられる。アロヨ・デ・ピエドラは初め、地域の重要なセンターの一つであったが、ドス・ピラスの勃興と共にペテシュバトゥン地域の従属的センターの一つに包含されていった。
アロヨ・デ・ピエドラの建築様式はドス・ピラスや近隣のアグアテカと異なっているが、タマリンディートとの類似点が明確に見られる。マヤ文字による記録は、ティカルによるドス・ピラスの建設以前にはアローヨ・デ・ピエドラとタマリンディートが独立した政治形態を形作っていたことを示している。ペテシュバトゥン地域でのセンターを中心とした政治体制の崩壊と、ドス・ピラスの滅亡の後、アロヨ・デ・ピエドラは8世紀の間に放棄されたと考えられている。